# Belle Poitevine
'Belle Poitevine' est un cultivar de rosier introduit en 1894 par la maison Bruant à Poitiers. Il est toujours fort prisé aujourd'hui pour ses grandes fleurs légèrement parfumées et son buisson vigoureux.

## Description
'Belle Poitevine' montre d'abord des boutons pointus qui s'ouvrent ensuite en grandes fleurs semi-doubles presque plates de couleur rose magenta clair et aux pétales (9-16 pétales) chiffonnés, s'ouvrant sur de grandes étamines dorées. La floraison a lieu tout l'été avec une petite remontée à la fin de l'automne, laissant place à des cynorrhodons orange fort décoratifs. 
Ce cultivar est parfait pour former des haies, car son buisson s'élève de 150 cm à 200 cm, pour une envergure de 150 cm. Il ne nécessite pas de taille. Il résiste à des températures hivernales de -15° à -20°. Il préfère une exposition bien ensoleillée.

## Distinctions
- Rose award de la Santa Clara County Rose Society Show (États-Unis), 1999